# 钱集镇
钱集镇，是中华人民共和国江苏省宿迁市沭阳县下辖的一个乡镇级行政单位。
2021年3月2日，撤销钱集镇、张圩乡，设立新的钱集镇。以原钱集镇、张圩乡的行政区域为新的钱集镇行政区域。

## 行政区划
钱集镇下辖以下地区：
钱集社区、大南村、永兴村、西营村、新桥村、漆圩村、效佐村、万庄村和槽坊村。